# Gaius Caecilius Cornutus
Gaius Caecilius Cornutus war ein im 1. Jahrhundert v. Chr. lebender römischer Politiker.
Cornutus war 61 v. Chr. Volkstribun und 57 Praetor. Im Jahr darauf war er Statthalter in der Provinz Bithynia et Pontus.